# ألان كوثبرت
ألان كوثبرت (بالإنجليزية: Alan Cuthbert)‏ هو عالم أدوية بريطاني، ولد في 7 مايو 1932، وتوفي في 27 أغسطس 2016.